# In the Land of Salvation and Sin
Albums de The Georgia Satellites
Open All Night
(1988) Shaken Not Stirred
(1996)
Singles
1. Another Chance
Sortie : 1989
2. All Over But the Cryin'
Sortie : 1990

In the Land of Salvation and Sin est le troisième album du groupe de rock sudiste américain, The Georgia Satellites. Il est sorti en octobre 1989 sur le label Elektra Records et a été produit par Joe Hardy et le groupe.

## Historique
Cet album fut enregistré en 1989 à Memphis dans les studios Ardent avec l'aide de Joe Hardy (ZZ Top, Steve Earle...). Pour cet album le groupe s'entoure de deux grand nom de la musique, Ian McLagan (Small Faces, Faces) aux claviers et Nicolette Larson au chant. Cet album fut écrit lors du divorce de Dan Baird et cela se ressent notamment dans les titres All Over But the Cryin', Bottle of Tears ou Dan takes Five. Parmi les titres on peut trouver une reprise du Games People Play de Joe South et deux titres qui figuraient sur le premier EP du groupe, Keep the Faith (1985), Six Years Gone et Crazy. 
Bien qu'étant l'album le plus innovant et complet du groupe selon Thom Jurek du site AllMusic, Il n'atteindra que la 130e place du Billboard 200 américain. Peu de temps après la sortie de l'album et devant le peu de succès de l'album, Dan Baird préféra jeter l'éponge et se vira lui-même du groupe.

## Liste des titres
- Tous les titres sont signés par Dan Baird sauf indications.

| No  | Titre                   | Auteur               | Durée |
| --- | ----------------------- | -------------------- | ----- |
| 1.  | I Dunno                 |                      | 3:10  |
| 2.  | Bottle O'Tears          |                      | 3:51  |
| 3.  | All Over But the Cryin' |                      | 5:11  |
| 4.  | Shake That Thing        |                      | 5:11  |
| 5.  | Six Years Gone          |                      | 3:08  |
| 6.  | Games People Play       | Joe South            | 3:42  |
| 7.  | Another Chance          |                      | 4:30  |
| 8.  | Bring Down the Hammer   |                      | 4:24  |
| 9.  | Slaughterhouse          | Rick Richards        | 2:49  |
| 10. | Stellazine Blues        |                      | 4:10  |
| 11. | Sweet Blue Midnight     |                      | 6:26  |
| 12. | Days Gone By            |                      | 3:35  |
| 13. | Crazy                   | Dan Baird, Gina Webb | 3:22  |
| 14. | Dan Takes Five          |                      | 3:23  |

## Musiciens
The Georgia Satellites
- Dan Baird: chant, guitare, dobro, piano, percussions
- Rick Richards: guitare solo, guitare 12 cordes, chant sur Games people Play et Slaughterhouse
- Rick Price: basse, mandoline, bouzouki, chœurs
- Mauro Magellan: batterie, percussions, basse acoustique, chœurs

Musiciens additionnels
- Nicolette Larson: chant et chœurs
- Ian McLagan: piano, orgue
- Kevin Jennings: harmonica, chœurs
- Joe hardy: percussions
- Steve Winstead: chœurs

## Charts
Charts album
| Pays       | Durée du classement | Meilleur classement |
| ---------- | ------------------- | ------------------- |
| États-Unis | 13 semaines         | 130e                |
| Suède      | 1 semaine           | 44e                 |

Charts singles
| Année | Single                  | Chart                  | Durée du classement | Position |
| ----- | ----------------------- | ---------------------- | ------------------- | -------- |
| 1989  | Another Chance          | Mainstream Rock Tracks | 2 semaines          | 47e      |
| 1990  | All Over But the Cryin' | Mainstream Rock Tracks | 14 semaines         | 17e      |